# 王寶龍
王寶龍，直隸宣化府懷安縣（今河北省張家口市懷安縣）人。清朝軍事人物，同武進士出身。
道光二十年（1840年），王寶龍中式武舉人。道光二十四年（1844年），中式甲辰科武殿試張殿華榜第三甲第九名，賜同武進士出身。咸豐六年（1856年）任官廣西懷集縣懷集守備營守備。